# Чамберс, Сэнди
Сэнди (полное имя Сандра Чамберс) — итальянская певица, композитор, соавтор и исполнительница танцевальной музыки, хитов проекта Benassi Bros.

## Биография
Сандра «Сэнди» Чамберс родилась 11 апреля 1967 года в Бирмингеме, Великобритания. В 1992 году, в возрасте 25 лет она переехала в Италию. В Милане Сэнди начала карьеру певицы, стремительно став одним из самых узнаваемых голосов евродэнса 90-х. Sandy исполнила все лучшие хиты некогда популярных проектов «Alexia» и «Corona» и гастролировала по всему миру благодаря успеху альбома Double You. Её сингл «Bad Boy» в 1995 занял верхние строки чартов Европы и Канады. По личной просьбе Бобби Фаррелла она записала Boney M Remix в 2005 году.
Сандра прославилась также рекламными роликами. Дуэт с F. Arno — Someday для компании Chrysler в 2004 г.  —  подарил ей премию Spot Грэмми за уникальный вклад в этой области. Несмотря на это, основным курсом оставалась танцевальная музыка.
Благодаря уникальному диапазону голоса критики ставят Sandy в один ряд с таким вокалистами, как Донни Хатауэй и Марта Уош.
Мировой успех пришёл к Sandy вместе с Benassi Bros. Их совместный сингл «Illusion» провел 41 неделю в чартах пяти стран, а альбомы Pumphonia (2004) и …phobia (2005) стали мировыми музыкальными бестселлерами. В проекте Сэнди выступила не только как вокалистка, но и как композитор.
За последние пять лет восемь хитов в исполнении Sandy провели на вершинах хит-парадов более 116 недель: в том числе «Illusion», «Turn me up», «Light», «Castaway», «Break the wall» и др. Весной 2006 Sandy выпускает очередной сольный релиз, но уже как Sandy Chambers — «Play my music».
В 2008 Sandy совместно с Benassi Bros. записывают макси-сингл коллекционного качества, где Sandy и Dhany (вторая вокалистка проекта) исполняют дуэтом скандальный «Break the wall».

## Дискография
- 1990s — «Dreamin' Stop» [3]
- 1992 — «Send Me An Angel» [4]
- 1993 — «Breakdown» [4]
- 1995 — «Baby Baby» [5]
- 1995 - «Tonight»
- 1995 — «Try Me Out» [5]
- 1995 — «I Don’t Wanna Be A Star» [5]
- 1995 — «Bad Boy» [6]
- 1995 — «Dancing with an Angel» [7]
- 1995 — «Wanna Be With You» [8]
- 1995 — «You Know What I Want» [9]
- 1996 — «Megamix» [5]
- 1996 — «My Radio» [10]
- 1997 — «The Power of Love» [5]
- 1998 — «Don’t tell me Lies» [11]
- 2002 — «I Miss You» [12]
- 2003 — «Get Better» [13]
- 2003 — «Illusion» [14]
- 2004 — Pumphonia [14]
  - «Get Better»
  - «I Feel So Fine»
  - «Illusion»
  - «Turn Me Up»
- 2005 — …Phobia [14]
  - «Castaway»
  - «Light»
  - «Movin' Up»
  - «Somebody To Touch Me»
- 2005 — «Give It Time» [15]
- 2006 — «Feel Alive» [14]
- 2006 — «Baby Baby» [16]
- 2007 — «Play My Music» [15]
- 2007 — «Get Hot» [17]
- 2008 — «Foundation» [18]
- 2008 — «Make the World Go Round» [18]
- 2008 — «Break the Wall» [19]
- 2009 — «get out of my mind» [20]
- 2009 — «this is me» [15]
- 2009 — «brighter» [21]